# Ливенцовская крепость
Ливенцовская (Левенцовская) крепость — укрепление, построенное племенами каменско-ливецовской культурной группы в XXII веке до н. э. Является частью Ливенцовского археологического комплекса, который располагается между посёлками Каратаево и Левенцовский в Советском районе города Ростов-на-Дону, на правом берегу реки Мёртвый Донец. Фортификационное укрепление бронзового века было исследовано археологами в 1960-х годах. В 1977 году остатки одной из древнейших крепостей Восточной Европы решением ростовского исполкома были признаны объектом культурного наследия местного значения.

## История

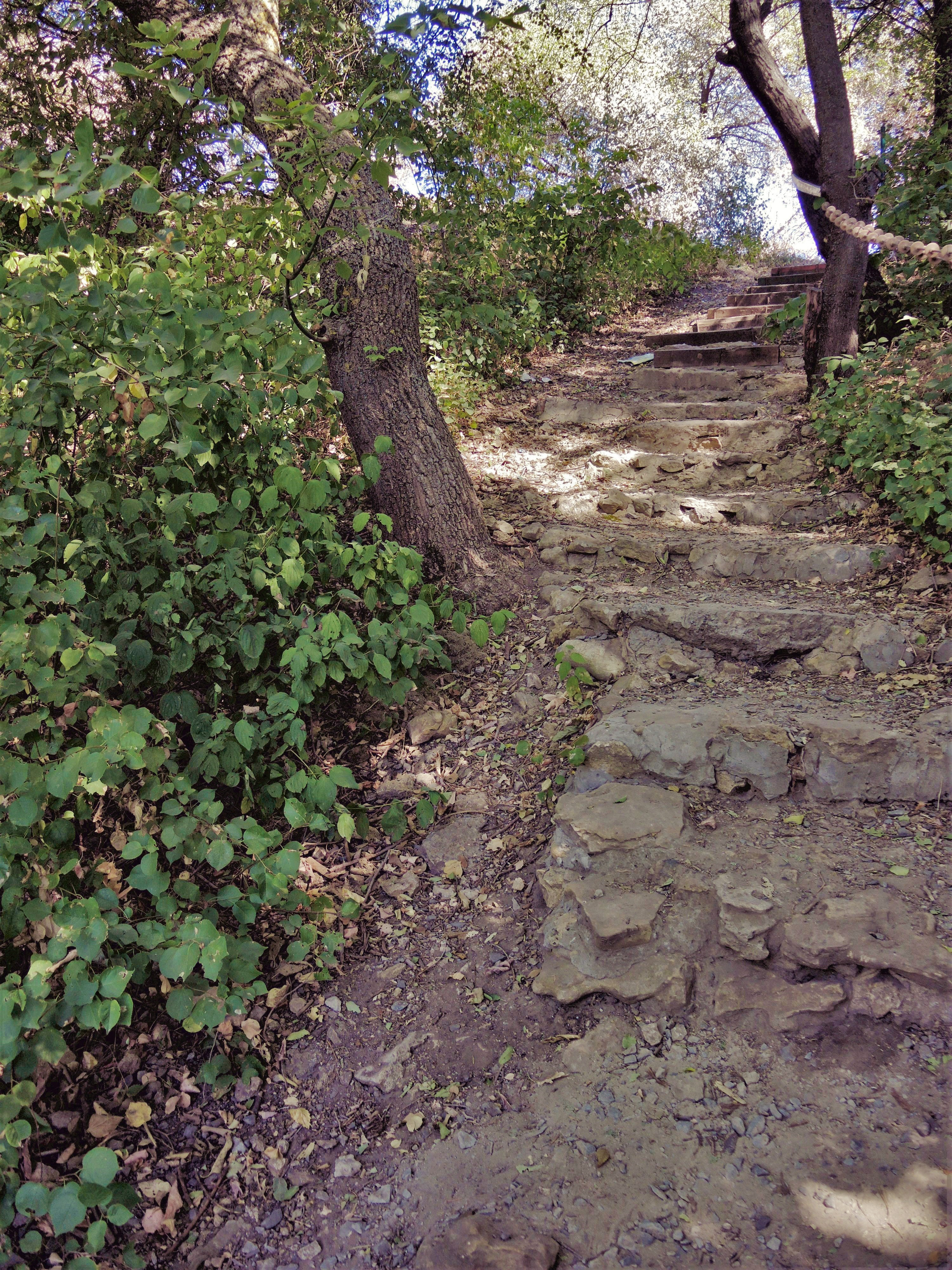
современный подъем к Ливенцовской крепости

Многочисленные археологические находки у берегов Дона свидетельствуют о том, что люди населяли эти земли примерно с каменного века. Здесь издавна был мягкий климат, удобное географическое положение, а также изобилие рыбы и мяса — на Дону паслись стада бизонов, шерстистых носорогов и мамонтов. В то время ещё не закончился последний ледниковый период. Люди жили на этой территории огромными племенами, так как гораздо легче было прокормить себя сообща. Орудия труда они изготовляли себе из тонких пластин кремня, которые отделялись от более крупных кусков (нуклеусов). Потом пластины обрабатывали деревянными либо костяными инструментами — притупляли края, скалывали тонкие чешуи — так делали иглы, копья, кинжалы и ножи.
В финале среднего бронзового века (XXII—XVIII вв. до н. э.) на западной окраине нынешнего Ростова-на-Дону было расположено крепостное сооружение, относящееся к каменско-ливенцовской культурной группе, открытой археологом С. Н. Братченко.

## Описание
Первые сведения о памятнике относятся к 1920-м годам и работе северо-кавказской археологической экспедиции государственной академии истории материальной культуры под руководством А. А. Миллера. Лишь в 1960-х годах Ливенцовской экспедицией Ростовского музея краеведения и Института археологии АН УССР были проведены раскопки Ливенцовской крепости, под руководством Станислава Никифоровича Братченко. что вызвало сенсацию в мировых научно-исторических кругах. В результате проведенных исследований удалось соотнести материалы, найденные в крепости с древностями Северного Кавказа и Крыма и выделить каменско-ливенцовскую культурную группу, относящуюся к финальному периоду среднего бронзового века

Раскопана большая часть этой крепости. Сама крепость — это часть большого археологического комплекса, занимающего площадь 8 гектаров, в который входят поселения энеолита-бронзы и заканчивая средневековьем, а также курганы с захоронениями  бронзового века и скифский  некрополь.

На территории археологического сохранились остатки стен, сложенных из бутового камня, рвы и часть строений внутри крепости. Были также найдены сотни наконечников стрел, которыми стреляли осаждающие в защитников. В крепости также находились курганы и грунтовые могильники. Длина Ливенцовской крепости по периметру составляла 280 метров. Известно, что территория комплекса исследована лишь на 25%.
В прессе называется «Древнейшей крепостью Европы», «Донской Троей».
Территория крепости на данный момент пребывает в плачевном состоянии. Ростовские краеведы и историки разработали проект возрождения Ливенцовской крепости, подразумевающий создание археологического парка под открытым небом, предназначенного для экскурсионно-туристического посещения. Для этого сначала необходимо установить границы территории Ливенцовского археологического комплекса. Это связано с попытками межевания территории для хозяйственной деятельности и использования местными жителями для несанкционированных свалок мусора и грунтовых дорог, наносящих ущерб сохранности памятников археологии.
Поскольку археологический комплекс находится в федеральной собственности, власти Ростова-на-Дону не могут выделять деньги на его содержание, а федеральные власти по некоторым причинам также не могут его финансировать. Часть комплекса была превращена в свалку местными жителями. Есть предположения о том, что местные жители также могли разобрать остатки построек для дачных нужд, либо же эти фрагменты на самом деле были заново погребены советскими археологами.

## Правовой спор
В 2012 году территория крепости была отдана под строительство коттеджного посёлка. После ряда обращений общественности в различные инстанции в 2012 году прокуратура Советского района Ростова-на-Дону обратилась в суд с исковым заявлением, требуя признать регистрацию права собственности на 37 участков незаконной, а договоры купли-продажи — недействительными. Весной 2013 года суд признал передачу земли незаконной.